# Phyllomedusidae
Phyllomedusidae Günther, 1858 è una famiglia di anfibi.

## Distribuzione e habitat
Le specie di questa famiglia sono presenti nelle zone tropicali di Messico ed Argentina.

## Tassonomia

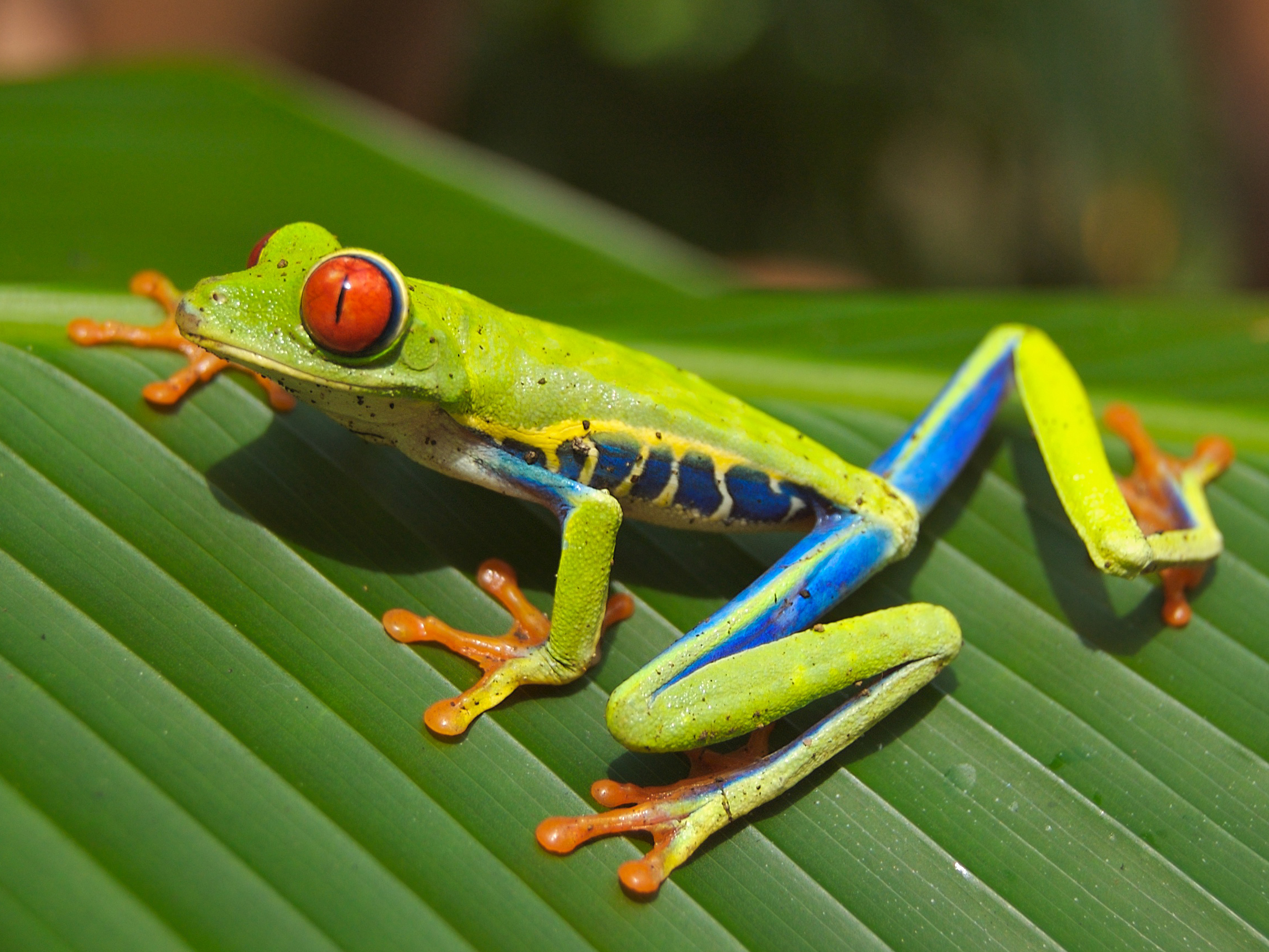
Agalychnis callidryas

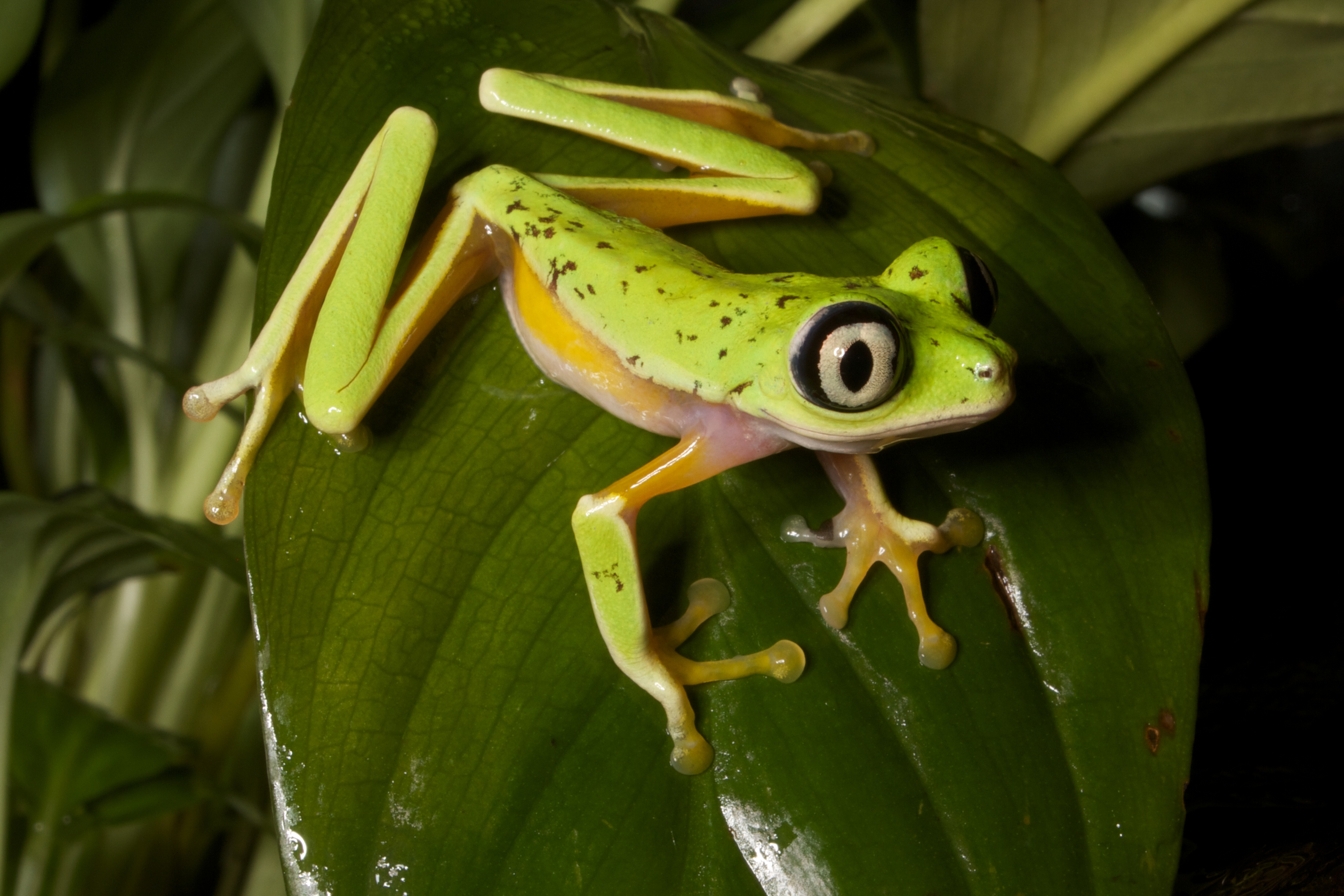
Agalychnis lemur

La famiglia comprende 67 specie raggruppate in 8 generi:
- Agalychnis Cope, 1864 (14 sp.)
- Callimedusa Duellman, Marion, and Hedges, 2016 (6 sp.)
- Cruziohyla Faivovich, Haddad, Garcia, Frost, Campbell, and Wheeler, 2005 (3 sp.)
- Hylomantis Peters, 1873 "1872"  (2 sp.)
- Phasmahyla Cruz, 1991 (8 sp.)
- Phrynomedusa Miranda-Ribeiro, 1923 (6 sp.)
- Phyllomedusa Wagler , 1830 (16 sp.)
- Pithecopus  Cope, 1866 (12 sp.)

La famiglia, precedentemente considerata una sottofamiglia delle Hylidae, fino al 2010 comprendeva il genere Pachymedusa (Duellman, 1968), ora considerato sinonimo di Agalychnis.
Nella revisione delle ilidi del 2016 è stato aggiunto il genere Callimedusa e sono stati ripristinati altri generi precedentemente considerati sinonimi.